# Équipe du Portugal masculine de water-polo
L'équipe du Portugal de water-polo masculin est la sélection nationale représentant le Portugal dans les compétitions internationales de water-polo masculin.

## Palmarès
- Jeux olympiques
  - Vingtième : 1952 [2]
  - Non qualifié : 
    - XXe siècle : 1900, 1904, 1908, 1912, 1920, 1924, 1928, 1932, 1936, 1948, 1956, 1960, 1964, 1968, 1972, 1976, 1980, 1984, 1988, 1992, 1996, 2000,
    - XXIe siècle : 2004, 2008, 2012.

## Sélection
| Nº | Nom              | Pos.    | Date de naissance  | Depuis | Club                                        |
| -- | ---------------- | ------- | ------------------ | ------ | ------------------------------------------- |
| 1  | Nicolay Yanochko | Gar     | 20 décembre 1977   | 2006   | Odense                                      |
| 2  | João Leite       | Att/Déf | 7 mai 1993         | 2010   | Clube Fluvial Portuense (pt)                |
| 3  | Tiago Costa      | Att/Déf | 17 mai 1976        | 2000   | SS Câmara Municipal Paredes/Rota dos Móveis |
| 4  | Ricardo Ferreira | Att/Déf | 8 juillet 1992     | 2014   | Clube Naval Povoense (pt)                   |
| 5  | Rui Ramos        | Att/Déf | 4 novembre 1996    | 2013   | Clube Naval Povoense (pt)                   |
| 6  | Pedro Sousa      | Att/Déf | 8 septembre 1991   | 2009   | Clube Fluvial Portuense (pt)                |
| 7  | Jorge Lopes      | Att/Déf | 13 août 1988       | 2006   | Clube Fluvial Portuense (pt)                |
| 8  | Manuel Cardoso   | Att/Déf | 16 juillet 1990    | 2014   | Clube Fluvial Portuense (pt)                |
| 9  | Rui Moreira      | Att/Déf | 27 décembre 1977   | 1993   | Odense                                      |
| 10 | Ricardo Sousa    | Att/Déf | 31 mai 1988        | 2006   | SS Câmara Municipal Paredes/Rota dos Móveis |
| 11 | Maxim Secrieru   | Att/Déf | 8 février 1993     | 2011   | SS Câmara Municipal Paredes/Rota dos Móveis |
| 12 | Tiago Paraty     | Att/Déf | 1er septembre 1993 | 2011   | Clube Fluvial Portuense (pt)                |
| 13 | Tiago Aparício   | Gar     | 20 janvier 1992    | 2014   | Clube Fluvial Portuense (pt)                |